# غرير أوروبي
الغُرَيْر الأوروبي (Meles meles)، المعروف أيضًا باسم الغرير الأوراسي ، هو نوع من الغرير من فصيلة ابن عرس، موطنه جميع أنحاء أوروبا تقريبًا. صنف خطر انقراضه ببالقليل جدا في القائمة الحمراء للاتحاد الدولي لحفظ الطبيعة (IUCN) نظرًا لانتشاره الجغرافي الكبير ووجود عدد كبيرا جدا ثابت العدد تقريبا من أفراده، ويُعتقد أنه يتزايد في بعض المناطق.
يعد الغرير الأوروبي حيوانًا اجتماعيًا يعتمد على التنقيب والحفر، ويعيش على مجموعة كبيرة من الأطعمة النباتية والحيوانية. وهو يهتم بشدة بنظافة جحره، ويتبرز في المراحيض. وهناك حالات معروفة قام فيها حيوان الغرير بدفن أفراد عائلته بعد موتهم. رغم أن حيوان الغرير يكون شرسًا عندما يتم استفزازه، وهي سمة تمت الاستفادة منها في وقت من الأوقات من خلال رياضة الدم الخاصة باصطياد الغرير، إلا أن الغرير غالبًا ما يكون حيوانًا مسالمًا، حيث يشتهر بأنه يشارك جحره مع الأنواع الأخرى، مثل الأرانب والثعالب الحمراء وكلاب الراكون. ورغم أنه لا يتغذى في الغالب على الحيوانات المحلية، إلا أنه، رغم ذلك، من المزعوم أن هذا النوع يدمر الماشية من خلال نشر سل الأبقار.

## طريقة معيشته
الغرير من الحيوانات التي تعيش في جحور طويلة تحت الأرض وهو يحب الحفر . فحتى مايرثه الغرير من جحر عن آبائه فهو يضيف إليها دهايزا جديد وبعض الحجرات . وقد يعيش في الجحر نحو 35 حيوانا . وهو يبطن الحجرات التي ينام فيها بالتبن وأوراق الشجر . ويبنى في الجحر منافذا اضافية لتمكنه من الهروب في حالة هجوم عدو له في جحره. وقد عثر الباحثون الإنجليز على جحر للغرير له 178 مدخلا ويتكون من 50 حجرة ويربط فيما بينها نظام دهاليز تصل في مجموعها إلى طول 880 متر . كما يقوم الغرير ببناء حفرات للتبرز بعيدا عن الجحر.
أرجل الغرير مزودة بمخالب طويلة تساعده على حفر الأرض . يأكل الغرير اليرقات والحشرات كما يأكل النباتات . ويمكن للغرير العيش حتى سن 15 سنة .

### قائمة المصادر
- Harris، Stephen؛ Yalden، Derek (2008). Mammals of the British Isles. Mammal Society; 4th Revised edition edition. ISBN:0-906282-65-9.
- Kurtén، Björn (1968). "Pleistocene mammals of Europe". Weidenfeld and Nicolson. {{استشهاد بدورية محكمة}}: الاستشهاد بدورية محكمة يطلب |دورية محكمة= (مساعدة)
- Heptner، V. G.؛ Sludskii، A. A. (2002). Mammals of the Soviet Union. Vol. II, part 1b, Carnivores (Mustelidae and Procyonidae). Washington, D.C. : Smithsonian Institution Libraries and National Science Foundation. ISBN:90-04-08876-8.
- Macdonald، David (2001). "The New Encyclopedia of Mammals". ISBN:0-19-850823-9. {{استشهاد بدورية محكمة}}: الاستشهاد بدورية محكمة يطلب |دورية محكمة= (مساعدة)
- Neal، Ernest (1958). "The Badger". Penguin Books. {{استشهاد بدورية محكمة}}: الاستشهاد بدورية محكمة يطلب |دورية محكمة= (مساعدة)
- Pease، Alfred Edward (1898). "The badger; a monograph". London : Lawrence and Bullen, ltd. {{استشهاد بدورية محكمة}}: الاستشهاد بدورية محكمة يطلب |دورية محكمة= (مساعدة)
- (بالإيطالية) Spagnesi، Mario؛ De Marina Marinis، Maria (2002). Mammiferi d'Italia (PDF). Quaderni di Conservazione della Natura. ISSN:1592-2901. مؤرشف من الأصل في 2020-10-05.

## كتابات أخرى
- Ernest Neal & Chris Cheeseman. Badgers (Poyser, 2002)
- Richard Meyer. The Fate of the Badger (Batsford 1986)

## وصلات خارجية
- ARKive نسخة محفوظة 3 يوليو 2004 على موقع واي باك مشين. Photographs and video
- The Badger Trust - representing over 80 British badger groups
- Steve Jackson's Badger Pages - Facts about and photos of the badgers of the world
- Badgerland - The Definitive On-Line Guide to Badgers (Meles meles) in the UK
- Badgerwatcher.com - A guide to watching badgers in the UK
- Wildlifeonline - Natural History of the European Badger
- Lancashire Badger Group.
- Science & Nature: Animals, BBC.
- Badgers in the Netherlands, Badgergroup Brabant Foundation.
- Badger Survey in the Netherlands 2000-2001, The Census Foundation.
- Waarneming.nl Originally a Dutch site, but you can change language at the top of the page. Sightings, pictures and distribution maps of European badgers in the Netherlands.
- Badgers in France, L’assiociation Meles.
- A video of an adult european badger. This is a close up video showing their behaviour على يوتيوب

Badgers and TB in the UK
- DEFRA (UK government department) position on badgers and TB
- Executive summary of the Krebs Report Bovine Tuberculosis in Cattle and Badgers 1997
- The Randomised Badger Culling Trial
- Godfray Report, Independent Scientific Review of the Randomised Badger Culling Trial and Associated Epidemiological Research, March 2004. PDF format
- National Farmers Union proposals to control badgers (would involve repeal of the 1992 act) July 2005[وصلة مكسورة]
- NFBG (now Badger Trust) response to the National Farmers Union proposals, August 2005

Claims of continued badger-hunting in the UK
- Allegations of lamping (among other practices) were made in the appendix to the NFBG (now Badger Trust) response to the Krebs Report